# Hell Yeah
Hell Yeah – debiutancki singel polskiej grupy rockowej Trzynasta w Samo Południe, którego premiera odbyła się 1 marca 2014. Zapowiadał homonimiczny, pierwszy album zespołu, który ukazał się w październiku 2014.

## Notowania
- Rocklista - Radio Sfera: 1[2]
- Turbo Top - Antyradio: 1[3]
- Mniej-Więcej-Lista Radia Zachód: 5[4]
- Lista Przebojów Radia Merkury: 16[5]
- Lista Przebojów Trójki: 31[6]
- Uwuemka: 32[7]
- Aferzasta Lista Przebojów: 37[8]